# Margaritopsis deinocalyx
Margaritopsis deinocalyx är en måreväxtart som först beskrevs av Noel Yvri Sandwith, och fick sitt nu gällande namn av Charlotte M. Taylor. Margaritopsis deinocalyx ingår i släktet Margaritopsis och familjen måreväxter. Inga underarter finns listade i Catalogue of Life.